# Cocceius Auctus
Lucius Cocceius Auctus va ser un arquitecte romà empleat pel nebot i col·lborador d'Octavi, Marc Vipsani Agripa per dur a terme l'obra de construir túnels subterranis, entre altres la Cripta Napolitana, que connectessin el que ara és Nàpols amb Pozzuoli i també la Grotta di Cocceio, que connectava el llac Avern amb Cumes. Cocceius també va ser responsable de la transformació del Capitoli de Pozzuoli en un temple d'August, amb el suport econòmic del mercader Luci Calpurni. Coecceius Auctus també va construir el panteó de Roma original.